# Rio Grande (rzeka w Ameryce Północnej)
Rio Grande lub Río Bravo – rzeka w Ameryce Północnej. Długość rzeki wynosi 3051 km, powierzchnia dorzecza ponad 470 tys. km².
Źródła rzeki znajdują się około 5 km na południowy wschód od terenu niemunicypalnego Howardsville w Górach Skalistych, w amerykańskim stanie Kolorado. W górnym biegu rzeka płynie na południe, przez stan Nowy Meksyk. Następnie skręca na południowy wschód w okolicach miasta El Paso w stanie Teksas. Przez następne 2000 km swojego biegu, rzeka wyznacza granicę między Stanami Zjednoczonymi i Meksykiem. Rzeka uchodząc do Zatoki Meksykańskiej tworzy szeroką deltę. Ujście jest na granicy pomiędzy teksańskim hrabstwem Cameron a gminą Matamoros w Tamaulipas.
Główne miasta nad rzeką to Albuquerque, El Paso, Ciudad Juárez, Nuevo Laredo i Matamoros.